# Single numer jeden w roku 1984 (Japonia)
Notowanie Weekly Singles Chart (jap. 週間シングルチャート Shūkan Shinguru Chāto) przedstawia najlepiej sprzedające się single w Japonii. Publikowane jest ono przez magazyn Oricon Style, a dane kompletowane są przez Oricon w oparciu o cotygodniowe wyniki sprzedaży fizycznej singli. Poniżej znajdują się tabele prezentujące najpopularniejsze single w danych tygodniach w roku 1984.

## Oricon Weekly Singles Chart
| Data            | Utwór                                                                           | Wykonawca          | Źródło |
| --------------- | ------------------------------------------------------------------------------- | ------------------ | ------ |
| 2 stycznia      | „Moshimo ashita ga….” (jap. もしも明日が…。)                                    | Warabe             | [ 1 ]  |
| 9 stycznia      | „Moshimo ashita ga….” (jap. もしも明日が…。)                                    | Warabe             | [ 1 ]  |
| 16 stycznia     | „Moshimo ashita ga….” (jap. もしも明日が…。)                                    | Warabe             | [ 1 ]  |
| 23 stycznia     | „Moshimo ashita ga….” (jap. もしも明日が…。)                                    | Warabe             | [ 1 ]  |
| 30 stycznia     | „Moshimo ashita ga….” (jap. もしも明日が…。)                                    | Warabe             | [ 1 ]  |
| 6 lutego        | „Moshimo ashita ga….” (jap. もしも明日が…。)                                    | Warabe             | [ 1 ]  |
| 13 lutego       | „Rock’n Rouge”                                                                  | Seiko Matsuda      | [ 1 ]  |
| 20 lutego       | „Rock’n Rouge”                                                                  | Seiko Matsuda      | [ 1 ]  |
| 27 lutego       | „Rock’n Rouge”                                                                  | Seiko Matsuda      | [ 1 ]  |
| 5 marca         | „Rock’n Rouge”                                                                  | Seiko Matsuda      | [ 1 ]  |
| 12 marca        | „Ichiban yarō” (jap. 一番野郎)                                                  | Masahiko Kondō     | [ 1 ]  |
| 19 marca        | „Wine Red no kokoro” (jap. ワインレッドの心)                                    | Anzen Chitai       | [ 1 ]  |
| 26 marca        | „Wine Red no kokoro” (jap. ワインレッドの心)                                    | Anzen Chitai       | [ 1 ]  |
| 2 kwietnia      | „Nagisa no haikara ningyo/Kaze no Magical” (jap. 渚のはいから人魚/風のマジカル) | Kyōko Koizumi      | [ 1 ]  |
| 9 kwietnia      | „Katsu!” (jap. 喝!)                                                             | Shibugakitai       | [ 1 ]  |
| 16 kwietnia     | „Katsu!” (jap. 喝!)                                                             | Shibugakitai       | [ 1 ]  |
| 23 kwietnia     | „Southern Wind” (jap. サザン・ウインド)                                         | Akina Nakamori     | [ 1 ]  |
| 30 kwietnia     | „Southern Wind” (jap. サザン・ウインド)                                         | Akina Nakamori     | [ 1 ]  |
| 7 maja          | „Southern Wind” (jap. サザン・ウインド)                                         | Akina Nakamori     | [ 1 ]  |
| 14 maja         | „Kanashikute Jealousy” (jap. 哀しくてジェラシー)                                | The Checkers       | [ 1 ]  |
| 21 maja         | „Jikan no kuni no Alice/Natsu fuku no Eve” (jap. 時間の国のアリス/夏服のイヴ)   | Seiko Matsuda      | [ 1 ]  |
| 28 maja         | „Jikan no kuni no Alice/Natsu fuku no Eve” (jap. 時間の国のアリス/夏服のイヴ)   | Seiko Matsuda      | [ 1 ]  |
| 4 czerwca       | „Kishidō” (jap. 騎士道)                                                         | Toshihiko Tahara   | [ 1 ]  |
| 11 czerwca      | „Kishidō” (jap. 騎士道)                                                         | Toshihiko Tahara   | [ 1 ]  |
| 18 czerwca      | „Kejime nasai” (jap. ケジメなさい)                                              | Masahiko Kondō     | [ 1 ]  |
| 25 czerwca      | „Kejime nasai” (jap. ケジメなさい)                                              | Masahiko Kondō     | [ 1 ]  |
| 2 lipca         | „Meikyū no Andorola/DUNK” (jap. 迷宮のアンドローラ/DUNK)                        | Kyōko Koizumi      | [ 1 ]  |
| 9 lipca         | „Meikyū no Andorola/DUNK” (jap. 迷宮のアンドローラ/DUNK)                        | Kyōko Koizumi      | [ 1 ]  |
| 16 lipca        | „Amaoto wa Chopin no shirabe” (jap. 雨音はショパンの調べ)                       | Asami Kobayashi    | [ 1 ]  |
| 23 lipca        | „Amaoto wa Chopin no shirabe” (jap. 雨音はショパンの調べ)                       | Asami Kobayashi    | [ 1 ]  |
| 30 lipca        | „Amaoto wa Chopin no shirabe” (jap. 雨音はショパンの調べ)                       | Asami Kobayashi    | [ 1 ]  |
| 6 sierpnia      | „Jikkai (1984)” (jap. 十戒 (1984))                                              | Akina Nakamori     | [ 1 ]  |
| 13 sierpnia     | „Pink no Mozart” (jap. ピンクのモーツァルト)                                    | Seiko Matsuda      | [ 1 ]  |
| 20 sierpnia     | „Ao ni kaita ren'ai shōsetsu” (jap. 顔に書いた恋愛小説)                         | Toshihiko Tahara   | [ 1 ]  |
| 27 sierpnia     | „Jikkai (1984)”                                                                 | Akina Nakamori     | [ 1 ]  |
| 3 września      | „Hoshikuzu no Stage” (jap. 星屑のステージ)                                      | The Checkers       | [ 1 ]  |
| 10 września     | „Hoshikuzu no Stage” (jap. 星屑のステージ)                                      | The Checkers       | [ 1 ]  |
| 17 września     | „Hoshikuzu no Stage” (jap. 星屑のステージ)                                      | The Checkers       | [ 1 ]  |
| 24 września     | „Eien ni himitsu sa” (jap. 永遠に秘密さ)                                        | Masahiko Kondō     | [ 1 ]  |
| 1 października  | „Yamato Nadeshiko shichi henge” (jap. ヤマトナデシコ七変化)                     | Kyōko Koizumi      | [ 1 ]  |
| 8 października  | „Yamato Nadeshiko shichi henge” (jap. ヤマトナデシコ七変化)                     | Kyōko Koizumi      | [ 1 ]  |
| 15 października | „Yamato Nadeshiko shichi henge” (jap. ヤマトナデシコ七変化)                     | Kyōko Koizumi      | [ 1 ]  |
| 22 października | „Tengoku ni ichiban chikai shima” (jap. 天国にいちばん近い島)                   | Tomoyo Harada      | [ 1 ]  |
| 29 października | „Koibito-tachi no Pavement” (jap. 恋人達のペイヴメント)                         | The Alfee          | [ 1 ]  |
| 5 listopada     | „Woman "W no Higeki" yori” (jap. Woman "Wの悲劇"より)                           | Hiroko Yakushimaru | [ 1 ]  |
| 12 listopada    | „Heart no Earring” (jap. ハートのイアリング)                                    | Seiko Matsuda      | [ 1 ]  |
| 19 listopada    | „Heart no Earring” (jap. ハートのイアリング)                                    | Seiko Matsuda      | [ 1 ]  |
| 26 listopada    | „Kazari janai noyo namida wa” (jap. 飾りじゃないのよ涙は)                       | Akina Nakamori     | [ 1 ]  |
| 3 grudnia       | „Julia ni shōshin” (jap. ジュリアに傷心)                                        | The Checkers       | [ 1 ]  |
| 10 grudnia      | „Julia ni shōshin” (jap. ジュリアに傷心)                                        | The Checkers       | [ 1 ]  |
| 17 grudnia      | „Julia ni shōshin” (jap. ジュリアに傷心)                                        | The Checkers       | [ 1 ]  |
| 24 grudnia      | „Julia ni shōshin” (jap. ジュリアに傷心)                                        | The Checkers       | [ 1 ]  |
| 31 grudnia      | „The Stardust Memory”                                                           | Kyōko Koizumi      | [ 1 ]  |